# Iwanowka (Baschkortostan, Gafurijski)
Iwanowka (russisch Ивановка; baschkirisch Ивановка) ist ein Selo (Dorf) in der russischen Republik Baschkortostan. Der Ort gehört zur Landgemeinde Belooserski selsowet im Gafurijski rajon. Er wird mehrheitlich von Russen bewohnt.

## Geographie
Iwanowka befindet sich 17 Kilometer nordwestlich vom Rajonzentrum Krasnoussolski. Der Gemeindesitz Beloje Osero liegt zwei Kilometer nordöstlich. Dort befindet sich auch eine Bahnstation an der Strecke von Ufa nach Orenburg.

## Bevölkerungsentwicklung
| Jahr | Einwohner |
| ---- | --------- |
| 1968 | 530       |
| 2002 | 80        |
| 2010 | 59        |

Anmerkung: Volkszählungsdaten, 1968: Fortschreibung